# Scheleton la Jocurile Olimpice de iarnă din 2014
Probele sportive de scheleton la Jocurile Olimpice de iarnă din 2014 s-au desfășurat în perioada 13-15 februarie 2014 la Centrul Sanki Sliding din Krasnaia Poliana, Rusia (în apropierea orașului Soci). Au fost 2 probe sportive: masculin și feminin.
În noiembrie 2017, sportivii ruși Aleksandr Tretiakov și Elena Nikitina au fost găsiți vinovați în scandalul de dopaj instituționalizat din Rusia și au fost deposedați de medaliile obținute.

## Calendarul competiției
Acest calendar cuprinde cele 2 probe de scheleton.
Toate orele sunt în Ora României (UTC+2).
| Dată         | Oră   | Probă                                |
| ------------ | ----- | ------------------------------------ |
| 13 februarie | 09:30 | Individual feminin - Manșele 1 și 2  |
| 14 februarie | 14:30 | Individual masculin - Manșele 1 și 2 |
| 14 februarie | 14:30 | Individual feminin - Manșele 3 și 4  |
| 15 februarie | 16:45 | Individual masculin - Manșele 3 și 4 |

## Sumar medalii

### Clasament pe țări
| Loc   | Țară                             | Aur | Argint | Bronz | Total |
| ----- | -------------------------------- | --- | ------ | ----- | ----- |
| 1     | Rusia (RUS)                      | 1   | 0      | 1     | 2     |
| 2     | Marea Britanie (GBR)             | 1   | 0      | 0     | 1     |
| 3     | Statele Unite ale Americii (USA) | 0   | 1      | 1     | 2     |
| 4     | Letonia (LAT)                    | 0   | 1      | 0     | 1     |
| Total | Total                            | 2   | 2      | 2     | 6     |

### Probe sportive
| Probă sportivă | Aur                             | Aur     | Argint                                         | Argint  | Bronz                                        | Bronz   |
| Masculin       | Aleksandr Tretiakov [a] · Rusia | 3:44,29 | Martins Dukurs · Letonia                       | 3:45,10 | Matthew Antoine · Statele Unite ale Americii | 3:47,26 |
| Feminin        | Lizzy Yarnold · Marea Britanie  | 3:52,89 | Noelle Pikus-Pace · Statele Unite ale Americii | 3:53,86 | Elena Nikitina [b] · Rusia                   | 3:54,30 |

- masculin La 22 noiembrie 2017, medaliatul cu aur Aleksandr Tretiakov a fost deposedat de medalia câștigată.[4] La 1 februarie 2018, rezultatele sale au fost restabilite ca urmare a contestației făcute.[5]
- feminin La 22 noiembrie 2017, medaliata cu bronz Elena Nikitina a fost deposedată de medalia câștigată.[6]La 1 februarie 2018, rezultatele sale au fost restabilite ca urmare a contestației făcute[7]

## Țări participante
47 de sportivi din 17 țări au participat la probele de scheleton, cu numărul de sportivi din delegație în paranteze.
| - Australia (3) - Austria (3) - Canada (4) - Germania (5) - Marea Britanie (4) - Grecia (1) - Irlanda (1) - Italia (1) - Japonia (3) | - Letonia (3) - Noua Zeelandă (2) - România (2) - Rusia (6) - Coreea de Sud (2) - Spania (1) - Elveția (1) - Statele Unite ale Americii (5) |

### Calificare
Un maxim de 50 de sportivi s-au putut califica la probele de skeleton (maxim 30 de bărbați și 20 de femei). Calificările s-au bazat pe clasamentul mondial, consultat la data de 19 ianuarie 2014.